# Бордо (сортотип свёклы столовой)
Бордо — один из сортотипов свёклы обыкновенной (Beta vulgaris). Корнеплоды имеют характерный тёмный цвет бордо.

## Технические характеристики и агротехника
Выращивается в открытом грунте, жаростойкий, поэтому пригоден для выращивания в южных районах. Урожайность до 7,9 кг/м² (Бордо-237).
Среднеспелый, от всходов до технической спелости проходит 62—116 дней.
Корнеплоды округлые и округло-плоские, массой 232—513 г, хорошего вкуса и хорошей лёжкости, мякоть интенсивного тёмно-красного цвета, плотная сахаристая. Корнеплоды хорошо хранятся всю зиму без потери вкусовых и товарных качеств. Корнеплод погружен в почву примерно наполовину, что значительно облегчает уборку корнеплодов.

## Применение
Широко используется для переработки. Мякоть тёмно-красного цвета, сахаристая, что особенно ценится в домашней кулинарии. Свекольный сок используется для подкраски кондитерских изделий, он богат антоцианами и очень полезен.
Ценный диетический продукт.